# Рябко Максим Олександрович
Макси́м Олекса́ндрович Рябко́ (нар. 14 серпня 1992 — пом. 6 лютого 2015) — молодший сержант Збройних сил України.

## Життєпис
Протягом 2011—2013 років пройшов строкову службу у Збройних Силах України. Демобілізувавшись, працював у ТОВ «Оржицький цукровий завод».
У часі війни — стрілець — помічник гранатометника гірсько-піхотної роти 15-го окремого гірсько-піхотного батальйону.
Загинув 6 лютого 2015-го у боях за Дебальцеве поблизу селища Рідкодуб внаслідок мінометного обстрілу.
Без сина лишились батьки.
Похований у селі Воронинці.

## Нагороди та вшанування
За особисту мужність і героїзм, виявлені у захисті державного суверенітету та територіальної цілісності України, вірність військовій присязі під час російсько-української війни, відзначений — нагороджений
- Указом Президента України № 270/2015 від 15 травня 2015 року — орденом «За мужність» III ступеня (посмертно)[1]
- 28 червня 2015 року в Новооржицькій ЗОШ відкрито меморіальні дошки випускникам Андрію Конопльову та Максиму Рябку.